# Hovdesta
Hovdesta  är en bebyggelse väster om Enköping i Enköpings kommun.  Bebyggelsen klassades 2020 som en småort.